# Port lotniczy Córdoba
Port lotniczy Córdoba – międzynarodowy port lotniczy położony 9 km na północ od centrum Córdoby, w prowincji Córdoba, w Argentynie.

## Linie lotnicze i połączenia
- Aerolíneas Argentinas (Bahia Blanca, Bariloche, Buenos Aires-Ezeiza, Buenos Aires-Jorge Newbery, Comodoro Rivadavia, El Calafate, Mendoza, Neuquen, Posadas, Puerto Iguazu, Resistencia, Salta, San Martin de los Andes, San Salvador de Jujuy, Santiago de Chile, Tucuman, Ushuaia)
- Air Europa (Asuncion)
- Amaszonas (Montevideo, Santa Cruz-Viru Viru)
- Azul Linhas Aéreas (Porto Alegre, Recife)
- Copa Airlines (Panama)
- Flybondi (Bariloche, Mendoza, Palomar, Puerto Iguazu)
- Gol Transportes Aéreos (Rio de Janeiro-Galeao, Salvador)
- LATAM Chile (Buenos Aires-Jorge Newbery, Lima, Santiago de Chile, São Paulo-Guarulhos)
- Omni Air International (Buenos Aires-Jorge Newbery)
- Sky Airline (Santiago de Chile)